# Sint-Martinuskerk (Cuijk)

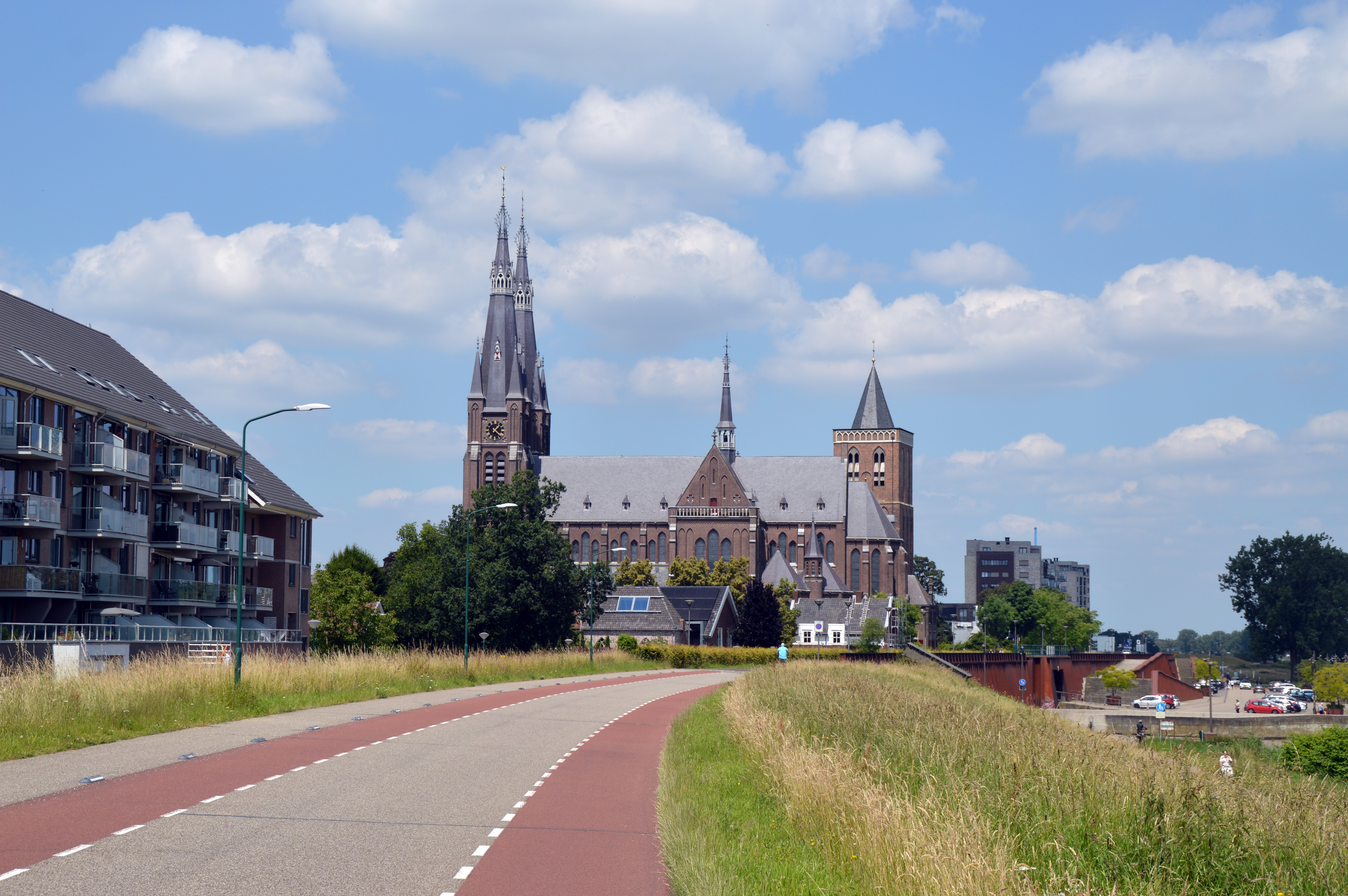
Sint-Martinuskerk zijaanzicht

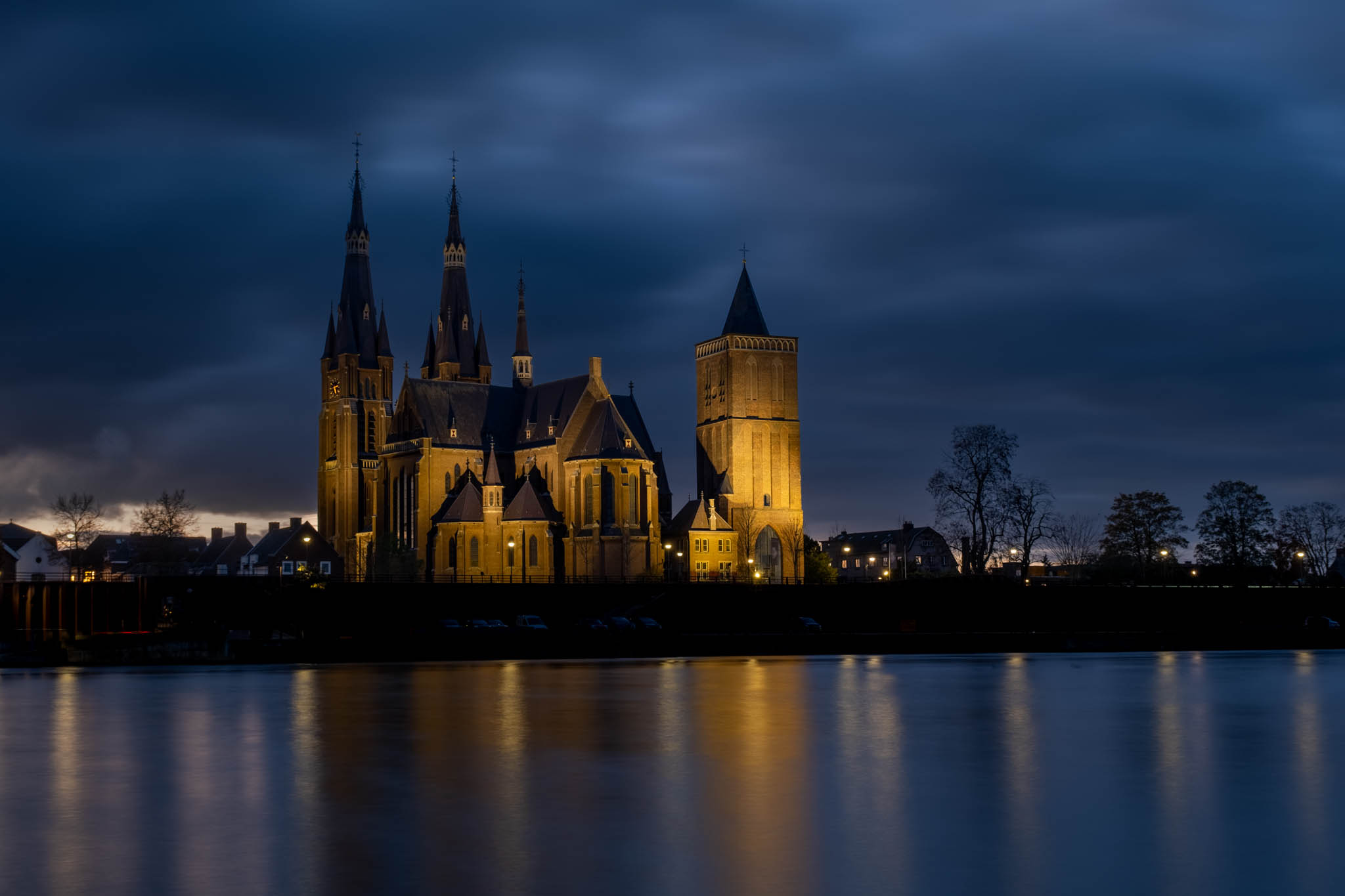
Heilige Martinus kerk bij avond

De Sint-Martinuskerk is een kerk met een dubbele toren in de Nederlandse plaats Cuijk. De kerk staat aan het Kerkplein in de buurt van de Maas.

## Geschiedenis
De Martinuskerk is een Neogotische kruisbasiliek met twee torens die is gebouwd in de periode 1911-1913 naar ontwerp van Caspar Franssen. De schilderingen in het interieur zijn naar het ontwerp van Hans Mengelberg en uitgevoerd door Johannes Cornelis Wilbrink. Het retabel van het hoogaltaar, het Retabel van Cuijk, werd gemaakt door Hendrik van der Geld voor de kerk in Duisburg, maar dit kwam uiteindelijk in Cuijk terecht. De zijaltaren en piëta zijn ook van Van der Geld. In 1945 raakte de kerk zwaar beschadigd door oorlogshandelingen van het Duitse leger aan de andere kant van de Maas; de Cuijkse molen en het Cuijkse gemeentehuis raakten ook zwaar beschadigd. De schade kon nog hersteld worden (interieur en exterieur). In 2009 werd begonnen met een ingrijpende restauratie van de kerk en deze werd in 2011 afgerond.

## Orgel
Het orgel in de kerk werd tussen 1525 en 1650 gebouwd in de Waalse traditie van de 17e eeuw, door Andries Severijn. Het bevond zich aanvankelijk in de Benedictijnerabdij Saint-Laurent te Luik, maar toen de Luikse kloosters in 1796 door de Fransen werden gesloten werd het door de Martinuskerk van Cuijk gekocht en in 1804 ingewijd. Sindsdien is het meerdere malen gerestaureerd, voornamelijk door de orgelbouwersfamilie Smits. In 1913 werd het geplaatst in de nieuwe Martinuskerk.
In 1955 en 1992 zijn restauraties uitgevoerd door de firma Verschueren. Bij de laatste restauratie werd een reconstructie uitgevoerd om de oorspronkelijke staat van het orgel zo veel mogelijk te herstellen.
Het orgel is bij uitstek geschikt voor het spelen van barokmuziek.

## Carillon
Het carillon is gegoten door Koninklijke Klokkengieterij Petit & Fritsen uit Aarle-Rixtel. De oorspronkelijke beiaard van 25 klokken hing in de toren bij het gemeentehuis. Na een raadsbesluit is in 2005 besloten om het raadhuisinstrument te verplaatsen naar de zuidertoren van de Martinuskerk. De 3 al aanwezige luidklokken zijn de basis voor de nieuwe beiaard. Het instrument transponeert een kwart omhoog. Het gelui is uitgebreid met twee extra klokken in de reeks Es-F-G-As-Bes en het totale instrument telt 51 klokken aangesloten op het klavier als Bes-C-D-chromatisch tot en met een hoge D. De klokken werden gegoten in de jaren 1951,1955, 1956, 1957 en 2006. De Es-klok is met ruim 1400 kg de zwaarste klok van het Cuijkse carillon.
De klavierkamer (25 m²), gesitueerd boven de klokken, is voorzien van een oefenklavier, klimaatbeheersing, dubbele beglazing en mag tot de best toegeruste speelkamers van Europa worden beschouwd.
Beiaardiers:
- Bert van Heukelom 1957-1960;
- Arie Peters 1960-1969;
- Pieter van Moergastel 1969-1975;
- Eerke van der Glas 1975-1985;
- Marcel Siebers 1987- heden

Wekelijkse bespelingen op woensdag: 14.30 -15.15uur.

## Tempels
Een kerkgebouw voor de Sint-Martinuskerk was gebouwd op twee Gallo-Romeinse tempels.